# Nyhemstjärnen
Nyhemstjärnen är en sjö i Arvidsjaurs kommun i Lappland och ingår i Piteälvens huvudavrinningsområde. Sjön har en area på 0,129 kvadratkilometer och ligger 373 meter över havet.

## Delavrinningsområde
Nyhemstjärnen ingår i det delavrinningsområde (731662-163902) som SMHI kallar för Mynnar i Abmoälven. Medelhöjden är 417 meter över havet och ytan är 10,01 kvadratkilometer. Det finns inga avrinningsområden uppströms utan avrinningsområdet är högsta punkten. Vattendraget som avvattnar avrinningsområdet har biflödesordning 3, vilket innebär att vattnet flödar genom totalt 3 vattendrag innan det når havet efter 193 kilometer. Avrinningsområdet består mestadels av skog (89 procent). Avrinningsområdet har 0,24 kvadratkilometer vattenytor vilket ger det en sjöprocent på 2,4 procent.